# Jon Levine
Jon Levine, né le 29 septembre 1963 à Phoenix, est un joueur de tennis américain.

## Carrière
Membre de l'université du Texas jusqu'en 1983.
En simple, Jon Levine atteint en 1983 le 3e tour du tournoi de Boston et de l'US Open où il est battu par le n°2 mondial Ivan Lendl.
En 1987, il est finaliste du Challenger de Las Vegas contre Michael Chang, alors âgé de 15 ans. En double, il s'est imposé à San Luis Potosí en 1986, Nagoya et Jakarta en 1987.
En 1988, il dispute deux quarts de finale en Grand Chelem en double avec Eric Korita à Roland-Garros et l'US Open. Il est aussi quart fois demi-finaliste sur le circuit ATP.

## Parcours dans les tournois duGrand Chelem

### En simple
| Année | Open d'Australie | Open d'Australie | Internationaux de France | Internationaux de France | Wimbledon | Wimbledon | US Open        | US Open    |
| ----- | ---------------- | ---------------- | ------------------------ | ------------------------ | --------- | --------- | -------------- | ---------- |
| 1983  | —                | —                | —                        | —                        | —         | —         | 3e tour (1/16) | Ivan Lendl |
| 1987  | 1er tour (1/64)  | M. Schapers      | —                        | —                        | —         | —         | —              | —          |
| 1988  | 1er tour (1/64)  | J. Stoltenberg   | —                        | —                        | —         | —         | —              | —          |

N.B. : à droite du résultat se trouve le nom de l'ultime adversaire.

### En double
| Année | Open d'Australie          | Open d'Australie   | Internationaux de France | Internationaux de France | Wimbledon                 | Wimbledon           | US Open                   | US Open                   |
| ----- | ------------------------- | ------------------ | ------------------------ | ------------------------ | ------------------------- | ------------------- | ------------------------- | ------------------------- |
| 1986  | —                         | —                  | —                        | —                        | —                         | —                   | 1er tour (1/32) B. Pearce | M. Mortensen H. Simonsson |
| 1987  | 1er tour (1/32) L. Shiras | M. Anger T. Pawsat | —                        | —                        | —                         | —                   | —                         | —                         |
| 1988  | —                         | —                  | 1/4 de finale E. Korita  | A. Gómez E. Sánchez      | —                         | —                   | 1/4 de finale E. Korita   | J. Lozano T. Witsken      |
| 1989  | —                         | —                  | —                        | —                        | 1er tour (1/32) T. Siegel | P. Doohan L. Warder | —                         | —                         |

N.B. : le nom du ou de la partenaire se trouve sous le résultat ; le nom des ultimes adversaires se trouve à droite.